# Henry From
Henry Petersen From (ur. 1 czerwca 1926 w Aarhus, zm. 31 sierpnia 1990 tamże) – piłkarz duński grający na pozycji bramkarza. W swojej karierze rozegrał 31 meczów w reprezentacji Danii.

## Kariera klubowa
Całą swoją karierę piłkarską From spędził w klubie Aarhus GF. Zadebiutował w nim w 1948 roku w duńskiej lidze i grał w nim do końca 1961 roku. Wraz z klubem z Aarhus wywalczył cztery tytuły mistrza Danii w sezonach 1954/1955, 1955/1956, 1956/1957 i 1960. Zdobył też cztery Puchary Danii w sezonach 1954/1955, 1956/1957, 1959/1960 i 1960/1961. W Aarhus GF rozegrał 277 ligowych meczów.

## Kariera reprezentacyjna
W reprezentacji Danii From zadebiutował 26 maja 1957 roku w zremisowanym 1:1 towarzyskim meczu z Bułgarią, rozegranym w Kopenhadze. W 1960 roku zdobył srebrny medal na Igrzyskach Olimpijskich w Rzymie. Wcześniej, w 1952 roku, również był w kadrze Danii na Igrzyska Olimpijskie, jednak był na nich rezerwowym. W kadrze narodowej od 1957 do 1961 roku rozegrał 31 spotkań.

## Kariera trenerska
Po zakończeniu kariery piłkarskiej From został trenerem. W latach 1965-1966 i 1975 był trenerem Aarhus GF. W latach 1967-1969 był selekcjonerem reprezentacji Danii, którą prowadził najpierw wraz z Erikiem Hansenem, a następnie z Johnem Hansenem.